# N'Gorkou
N'Gorkou is een gemeente (commune) in de regio Timboektoe in Mali. De gemeente telt 24.400 inwoners (2009).